# Vaňovský vrch
Vaňovský vrch är ett berg i Tjeckien. Det ligger i den nordvästra delen av landet, 60 km norr om huvudstaden Prag. Toppen på Vaňovský vrch är 561 meter över havet, eller 299 meter över den omgivande terrängen. Bredden vid basen är 6,7 km.
Terrängen runt Vaňovský vrch är huvudsakligen lite kuperad.Runt Vaňovský vrch är det tätbefolkat, med 331 invånare per kvadratkilometer. Närmaste större samhälle är Ústí nad Labem, 5,5 km norr om Vaňovský vrch. Omgivningarna runt Vaňovský vrch är en mosaik av jordbruksmark och naturlig växtlighet.